# Radeon Rx 500
La série Radeon Rx 500 est une série de cartes graphiques développées par AMD. Ces cartes sont basées sur la quatrième itération de l’architecture Graphics Core Next, avec des GPU basés sur les puces Polaris 30, Polaris 20, Polaris 11 et Polaris 12. Ainsi, la série RX 500 utilise la même microarchitecture et le même jeu d’instructions que son prédécesseur, tout en utilisant des améliorations du procédé de fabrication pour permettre des fréquences d’horloge plus élevées,.
Les puces GCN de troisième génération sont produites avec un procédé CMOS à 28 nm. Les puces Polaris (GCN de quatrième génération) (à l’exception de Polaris 30) sont produites avec un procédé FinFET à 14 nm, développé par Samsung Electronics et concédé sous licence à GlobalFoundries. Les puces Polaris 30 sont produites sur un procédé FinFET à 12 nm, développé par Samsung et GlobalFoundries.

## Produits
- Les normes d’affichage prises en charge sont : DisplayPort 1.4 HBR, HDMI 2.0b, couleur HDR10[12].
- Les formats DVI-D et DVI-I Dual-Link à des résolutions allant jusqu’à 4096×2304 sont également pris en charge, bien que les ports ne soient pas présents sur les cartes de référence.
- Les ports VGA à des résolutions allant jusqu’à 2048x1536 sont également pris en charge, bien que les ports ne soient pas présents sur les cartes de référence ; les ports VGA se trouvent principalement sur les cartes vendues exclusivement en Asie de l'Est.

### Cartes pour ordinateurs de bureau et PC portables
| Modèle Radeon (nom de code)       | Date de sortie & prix                       | Architecture & fabrication       | Nb. transistors & taille de puce | Coeur             | Coeur               | Fillrate       | Fillrate      | Puissance de calcul (GFLOPS) | Puissance de calcul (GFLOPS) | Mémoire     | Mémoire             | Mémoire              | Mémoire      | TBP (W) | Interface bus |
| Modèle Radeon (nom de code)       | Date de sortie & prix                       | Architecture & fabrication       | Nb. transistors & taille de puce | Config            | Fréq. horloge (MHz) | Texture (GT/s) | Pixel (GP/s)  | FP32                         | FP64                         | Taille (Go) | Type et largeur bus | Fréq. horloge (MT/s) | Débit (Go/s) | TBP (W) | Interface bus |
| --------------------------------- | ------------------------------------------- | -------------------------------- | -------------------------------- | ----------------- | ------------------- | -------------- | ------------- | ---------------------------- | ---------------------------- | ----------- | ------------------- | -------------------- | ------------ | ------- | ------------- |
| Radeon 520 (Banks),               | 18 avril 2017 OEM                           | GCN 1 28 nm                      | 690 × 106 56 mm2                 | 320:20:4 5 CU     | 1030                | 20.6           | 4.1           | 659.2                        | 41.2                         | 1 2         | DDR3 GDDR5 64 bits  | 2000 4500            | 16 36        | ?       | PCIe 3.0 ×8   |
| Radeon 530 (Weston)               | 18 avril 2017 OEM                           | GCN 3 28 nm                      | 1,55 × 109 125 mm2               | 320:20:8 5 CU     | 1024                | 20.480         | 8.2           | 655.36                       | 40.96                        | 1 2 4       | DDR3 GDDR5 64 bits  | 1800 4500            | 14.4 36      | ?       | PCIe 3.0 ×8   |
| Radeon 530 (Weston)               | 18 avril 2017 OEM                           | GCN 3 28 nm                      | 1,55 × 109 125 mm2               | 384:24:8 6 CU     | 1024                | 24.576         | 8.2           | 786.432                      | 49.152                       | 1 2 4       | DDR3 GDDR5 64 bits  | 1800 4500            | 14.4 36      | ?       | PCIe 3.0 ×8   |
| Radeon RX 540 (Polaris 12),       | 18 avril 2017 OEM                           | GCN 4 GloFo 14LPP                | 2,2 × 109 101 mm2                | 512:32:16 8 CU    | 1124 1219           | 35.968 39.008  | 17.984 19.504 | 1151.0 1248.3                | 71.936 78.016                | 2 4         | GDDR5 128 bits      | 6000                 | 96           | ?       | PCIe 3.0 ×8   |
| Radeon RX 550 (Polaris 12),       | 20 avril 2017 79 USD                        | GCN 4 GloFo 14LPP                | 2,2 × 109 101 mm2                | 512:32:16 8 CU    | 1100 1183           | 35.2 37.856    | 17.6 18.9     | 1126.4 1211.4                | 70.4 75.7                    | 2 4         | GDDR5 128 bits      | 7000                 | 112          | 50      | PCIe 3.0 ×8   |
| Radeon RX 550 640SP (Polaris 11)  | 20 avril 2017 79 USD                        | GCN 4 GloFo 14LPP                | 3,0 × 109 123 mm2                | 640:40:16 10 CU   | 1019 1071           | 40.76 42.84    | 16.304 17.136 | 1304.32 1370.88              | 81.52 85.68                  | 2 4         | GDDR5 128 bits      | 6000                 | 96           | 60      | PCIe 3.0 ×8   |
| Radeon RX 550X (Polaris 12)       | 11 avril 2018 79 USD                        | GCN 4 GloFo 14LPP                | 2,2 × 109 101 mm2                | 512:32:16 8 CU    | 1100 1287           | 35.2 41.184    | 17.6 20.592   | 1126.4 1317.9                | 70.4 82.4                    | 2 4         | GDDR5 128 bits      | 7000                 | 112          | 50      | PCIe 3.0 ×8   |
| Radeon RX 550X 640SP (Polaris 11) | 11 avril 2018 OEM                           | GCN 4 GloFo 14LPP                | 3,0 × 109 123 mm2                | 640:40:16 10 CU   | 1019 1071           | 40.76 42.84    | 16.304 17.136 | 1304.32 1370.88              | 81.52 85.68                  | 2 4         | GDDR5 128 bits      | 6000                 | 96           | 60      | PCIe 3.0 ×8   |
| Radeon RX 560D (Polaris 21),      | 4 juillet 2017 OEM et Chine uniquement      | GCN 4 GloFo 14LPP                | 3,0 × 109 123 mm2                | 896:56:16 14 CU   | 1090 1175           | 61.0 65.8      | 17,4 18.8     | 1953 2106                    | 1220 131.6                   | 2 4         | GDDR5 128 bits      | 6000                 | 96           | 65      | PCIe 3.0 ×8   |
| Radeon RX 560 (Polaris 21),       | 4 juillet 2017 99 USD                       | GCN 4 GloFo 14LPP                | 3,0 × 109 123 mm2                | 896:56:16 14 CU   | 1090 1175           | 61.0 65.8      | 17.4 18.8     | 1953 2106                    | 122.0 131.6                  | 2 4         | GDDR5 128 bits      | 7000                 | 112          | 60-80   | PCIe 3.0 ×8   |
| Radeon RX 560 (Polaris 21),       | 18 avril 2017 99 USD                        | GCN 4 GloFo 14LPP                | 3,0 × 109 123 mm2                | 1024:64:16 16 CU  | 1175 1275           | 75.2 81.6      | 18.8 20.4     | 2406 2611                    | 150.4 163.2                  | 2 4         | GDDR5 128 bits      | 7000                 | 112          | 60-80   | PCIe 3.0 ×8   |
| Radeon RX 570 (Polaris 20),       | 18 avril 2017 169 USD                       | GCN 4 GloFo 14LPP                | 5,7 × 109 232 mm2                | 2048:128:32 32 CU | 1168 1244           | 149.5 159.2    | 37.4 39.8     | 4784 5095                    | 299.0 318.4                  | 4 8         | GDDR5 256 bits      | 7000                 | 224          | 150     | PCIe 3.0 ×16  |
| Radeon RX 580 2048SP (Polaris 20) | 15 octobre 2018 Chine uniquement            | GCN 4 GloFo 14LPP                | 5,7 × 109 232 mm2                | 2048:128:32 32 CU | 1168 1284           | 149.5 159.2    | 37.4 39.8     | 4784 5095                    | 299.0 318.4                  | 4 8         | GDDR5 256 bits      | 7000                 | 224          | 150     | PCIe 3.0 ×16  |
| Radeon RX 580 (Polaris 20),       | 18 avril 2017 199 USD (4 GB) 229 USD (8 GB) | GCN 4 GloFo 14LPP                | 5,7 × 109 232 mm2                | 2304:144:32 36 CU | 1257 1340           | 181.0 193.0    | 40.2 42.9     | 5792 6175                    | 362.0 385.9                  | 4 8         | GDDR5 256 bits      | 8000                 | 256          | 185     | PCIe 3.0 ×16  |
| Radeon RX 590 GME (Polaris 20),   | 9 mars 2020 Chine uniquement                | GCN 4 GloFo 14LPP                | 5,7 × 109 232 mm2                | 2304:144:32 36 CU | 1257 1380           | 181.0 198.7    | 40.2 44.2     | 5792 6359                    | 362.0 397.4                  | 8           | GDDR5 256 bits      | 8000                 | 256          | 175     | PCIe 3.0 ×16  |
| Radeon RX 590 (Polaris 30)        | 15 novembre 2018 279 USD                    | GCN 4 Samsung/GloFo 12LP (14LP+) | 5,7 × 109 232 mm2                | 2304:144:32 36 CU | 1469 1545           | 211.5 222.5    | 47.0 49.4     | 6769 7120                    | 423.0 444.9                  | 8           | GDDR5 256 bits      | 8000                 | 256          | 225     | PCIe 3.0 ×16  |

1. 1 2 3  Les valeurs Boost (si disponibles) sont indiquées en italiques sous la valeur de base.
2. ↑  Le taux de remplissage des textures est calculé en multipliant le nombre de Texture Mapping Units (TMU) par la fréquence d'horloge de base (ou de boost) du coeur.
3. ↑  Le taux de remplissage des pixels est calculé en multipliant le nombre de Render Output Units (ROP) par la fréquence d'horloge de base (ou de boost) du coeur.
4. ↑  La puissance de calcul en virgule flottante est calculée à partir de la fréquence d'horloge de base (ou de boost) du coeur sur la base d'une opération FMA.
5. ↑  Nb. shaders unifiés : Nb. TMU : Nb. ROP et Nb. Compute units (CU)
6. 1 2  Ne possède pas de codeur et décodeur vidéo hardware
7. ↑  Le procédé FinFET 14 LPP 14 nm de GlobalFoundries provient de Samsung Electronics.
8. ↑  En octobre 2017, AMD a commercialisé une puce Polaris supplémentaire sous le nom "RX 560", bien qu'elle possède moins d'unités de shader et de texture mapping units que la première puce RX 560 sortie.
9. ↑  Le procédé 12LP 12 nm de GlobalFoundries est basé sur le procédé 14LPP 14 nm de Samsung.